# Potência orgástica
Na obra do psicanalista austríaco Wilhelm Reich (1897–1957), a potência orgástica é a capacidade natural do ser humano de experimentar um orgasmo com certas características psicossomáticas e que resulta em plena gratificação sexual.
Para Reich, a "impotência orgástica" é um medo adquirido da excitação sexual, resultando na incapacidade de alcançar plena gratificação sexual (não deve ser confundida com anorgasmia, a incapacidade de atingir o orgasmo). Isso sempre resultava em neurose, segundo Reich, porque a pessoa nunca conseguia descarregar toda a libido acumulada, a qual Reich considerava energia biológica ou bioelétrica real. De acordo com Reich, "nenhum indivíduo neurótico possui potência orgástica" e, inversamente, todas as pessoas livres de neuroses possuem potência orgástica.
Reich cunhou o termo "potência orgástica" em 1924 e descreveu o conceito em seu livro de 1927 A Função do Orgasmo: Sobre a Psicopatologia e a Sociologia da Vida Sexual, cujo manuscrito ele apresentou a Sigmund Freud em seu 70º aniversário. Embora Reich considerasse seu trabalho um complemento à teoria original da neurose de ansiedade de Freud, este o recebeu de forma ambivalente. A visão de Freud era de que não existia uma única causa para a neurose.
Reich continuou a utilizar o conceito como base para a saúde psicosexual do indivíduo em seus métodos terapêuticos posteriores, como a análise de caráter e a Vegetoterapia. Durante o período de 1933 a 1937, ele tentou fundamentar sua teoria do orgasmo na Fisiologia, tanto teoricamente quanto experimentalmente, publicando nos artigos: “O Orgasmo como Descarga Eletrofisiológica” (1934), “Sexualidade e Ansiedade: A Antítese Básica da Vida Vegetativa” (1934) e “A Função Bioelétrica da Sexualidade e Ansiedade” (1937).

## Contexto

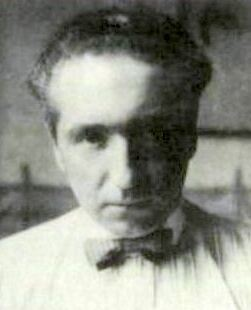
Wilhelm Reich

Reich desenvolveu sua teoria do orgasmo entre 1921 e 1924, e ela formou a base para grande parte de seu trabalho posterior, incluindo a teoria da análise de caráter. O ponto de partida da teoria do orgasmo de Reich foi sua observação clínica de perturbação genital em todos os neuróticos, que ele apresentou em novembro de 1923, no artigo "Sobre a genitalidade do ponto de vista do prognóstico e da terapia psicanalítica" ("Genitalidade do ponto de vista do prognóstico e da terapia psicanalítica"). Essa apresentação foi recebida com um silêncio de arrepiar, muita hostilidade e foi parcialmente desacreditada, pois Reich não conseguiu definir adequadamente a saúde sexual normal. Em resposta, e após mais um ano de pesquisa, Reich introduziu o conceito de "potência orgástica" no Congresso Psicanalítico de 1924, em Salzburgo, no artigo "A importância terapêutica da libido genital" ("Observações Adicionais sobre a Importância Terapêutica da Libido Genital").
Além da vida amorosa de seus próprios pacientes, Reich examinou, por meio de entrevistas e registros de caso de 200 pacientes atendidos na Policlínica Psicanalítica de Viena, a fundo a frequência e profundidade das perturbações genitais que observava. Um exemplo foi o de uma paciente que havia relatado ter uma vida sexual normal, mas que, em entrevista mais aprofundada com Reich, revelou não experimentar orgasmo durante a relação e ter pensamentos de assassinar seu parceiro após o ato. Tais observações deixaram Reich bastante desconfiado de relatos superficiais sobre a experiência sexual. A análise desses casos levou Reich a três conclusões:
1. Perturbação genital severa estava presente em todos os casos de neurose;
2. A gravidade da perturbação genital correlacionava-se com a gravidade da neurose; e
3. Todos os pacientes que melhoraram na terapia e permaneceram sem sintomas alcançaram uma vida sexual genital satisfatória.
Isso levou Reich a estabelecer critérios para um intercâmbio sexual satisfatório. Com base em entrevistas com pessoas que aparentavam ter uma vida sexual plena, ele descreveu o ato sexual como sendo otimamente satisfatório somente se seguisse um padrão específico. A potência orgástica é o termo de Reich para a capacidade de vivenciar esse tipo de experiência sexual maximamente gratificante, que, na visão reichiana, se restringe àqueles livres de neuroses e parece ser compartilhada por todas as pessoas assim desimpedidas.
Reich diferenciava entre a liberação completa das tensões sexuais acumuladas no orgasmo, que restabelece o equilíbrio energético, e a impotência orgástica, na qual essa liberação é incompleta. Reich argumentava que a incapacidade dos psiconeuróticos de descarregar totalmente sua energia sexual causava um acúmulo, gerando em tempo real a “estase energética” fisiológica subjacente à neurose, com o psiquismo apenas fornecendo o conteúdo histórico da neurose, mas que não poderia existir sem essa estase.

## Definições
A definição precisa de Reich para a expressão "potência orgástica" mudou ao longo do tempo, conforme sua compreensão do fenômeno evoluía. Ele a descreveu pela primeira vez em detalhe em seu livro de 1927 A Função do Orgasmo. Na tradução para o inglês de 1980, no livro Genitalidade na Teoria e Terapia das Neuroses, ele definiu a potência orgástica como "a capacidade de alcançar a resolução completa da tensão da necessidade sexual existente".
Em seu livro de 1940 Die Entdeckung des Orgons Erster Teil: Die Function des Orgasmus, publicado em inglês em 1942 como The Discovery of the Orgone, Volume 1: The Function of the Orgasm, ele a definiu como "a capacidade de se entregar ao fluxo da energia biológica, livre de quaisquer inibições; a capacidade de descarregar completamente a excitação sexual reprimida por meio de convulsões involuntárias e prazerosas do corpo."
Sua última definição publicada de potência orgástica, repetida em seu Selected Writings de 1960, é "a capacidade de entrega completa à convulsão involuntária do organismo e de descarga completa da excitação no ápice do abraço genital."
Reich relacionou a potência orgástica e a impotência orgástica a uma experiência sexual, respectivamente, saudável e não saudável para o adulto. Ele descreveu que a experiência saudável possui características biológicas e psicológicas específicas; é idêntica para homens e mulheres; é caracterizada pelo amor e pela capacidade de expressá-lo; apresenta uma respiração plena, profunda e prazerosa; sensações intensas, semelhantes a uma corrente, percorrem o corpo logo antes do orgasmo; e movimentos musculares involuntários surgem antes do clímax. Além disso, Reich definiu a experiência sexual saudável exclusivamente em termos da união sexual entre homem e mulher. A diferença entre a presença e a ausência de potência orgástica no encontro sexual, conforme descrito por Reich, é resumida por Boadella da seguinte forma:
| Classificação das fases segundo Reich | Potência orgástica | Impotência orgástica | Fases de desenvolvimento da excitação (Boadella) |
| ------------------------------------- | --- | --- | ------------------------------------------------ |
| Fase voluntária                       | "Prontidão biológica. 'Excitação calma.' Antecipação mútua e prazerosa." | "Excitação excessiva ou insuficiente. Ereção 'fria'. Vagina 'seca'. Preliminares insuficientes ou excessivamente prolongadas." | 1. Preliminares                                  |
| Fase voluntária                       | "Precedida por um impulso espontâneo de entrar, ou de ser penetrado, pelo parceiro." | "Ou: penetração sádica pelo homem e fantasia de estupro pela mulher. Ou: medo de penetrar ou de ser penetrado e diminuição do prazer durante a penetração." | 2. Penetração                                    |
| Fase voluntária                       | "Os movimentos são voluntários, mas sem esforço e rítmicos, sem pressa e suaves. Pensamentos alheios estão ausentes; há absorção na experiência. As sensações prazerosas continuam a aumentar. Períodos de repouso não levam a uma diminuição do prazer."                                                                       | "Atrito violento, pressa nervosa. Pensamentos ou fantasias alheias estão compulsivamente presentes. Pré-ocupação com o senso de dever para com o parceiro e medo de 'falhar' ou determinação para 'ter sucesso'. O período de repouso tende a levar a uma queda acentuada na excitação." | 3. Fase voluntária dos movimentos sexuais        |
| Fase involuntária                     | "A excitação leva a contrações involuntárias da musculatura genital (que precedem a ejaculação no homem e levam ao ápice). Toda a musculatura corporal participa com contrações vigorosas à medida que a excitação retorna dos genitais para o corpo. Sensações de 'derretimento' no corpo. Ofuscação da consciência no ápice." | "Movimentos involuntários muito reduzidos ou, em alguns casos, completamente ausentes. As sensações permanecem localizadas nos genitais e não se espalham pelo corpo como um todo. Respostas involuntárias podem ser simuladas para o benefício do parceiro. Aperto e empurrão, com contração espástica, para atingir o clímax. A cabeça permanece no controle e a ofuscação da consciência está ausente." | 4. Fases involuntárias das contrações musculares |
| Fase involuntária                     | "Relaxamento corporal e mental agradável. Sensação de harmonia com o parceiro. Forte desejo de repouso ou sono. 'Brilho pós-coital'." | "Sensações de exaustão maçante, desgosto, repulsa, indiferença ou ódio em relação ao parceiro. Excitação não totalmente descarregada, às vezes levando à insônia. Omne animal post coitum triste est." | 5. Fase de relaxamento                           |

## Recorrência na obra de Reich
Reich expandiu o conceito ao longo de sua carreira. Em sua autobiografia científica de 1942 A Descoberta do Orgone, Vol. 1: A Função do Orgasmo, Reich forneceu o seguinte resumo de suas descobertas acerca da potência orgástica: ela é resultado de saúde, pois a plena potência orgástica só pode ocorrer se a pessoa estiver psicologicamente livre de neurose (ausência de ansiedade relacionada ao prazer), fisicamente livre de "armadura corporal" (ausência de contração muscular crônica), socialmente livre de uma moral compulsória e do dever imposto pelo autoritarismo e modos de vida mecanicistas, e possuir a capacidade natural de amar. De acordo com uma fonte, Reich sustentava que a grande maioria das pessoas não atende a esses critérios e, portanto, carece de potência orgástica.

### Análise de caráter
Na psicologia reichiana, o indivíduo que carece de potência orgástica é visto como tendo desenvolvido uma "armadura" psicossomática neurótica que bloqueia a experiência do prazer. Essa armadura diferencia-se, embora funcionalmente similar, na "armadura de caráter" e na "armadura muscular". A armadura muscular impede que o clímax sexual seja sentido em todo o corpo. Por exemplo, formas de armadura incluem retrair a Pelve ou contrair os músculos da Coxa e das Nádegas.
Reich utilizou os termos "caráter genital" e "caráter neurótico" para distinguir, respectivamente, entre dois tipos ideais de caráter: aquele com e aquele sem potência orgástica. O caráter genital é a estrutura de caráter não neurótica, livre de armaduras, e, portanto, possui a capacidade de autorregulação sexual e moral natural, vivenciando a vida como a realização e o desdobramento de suas tendências naturais e a luta para alcançar objetivos. Já o caráter neurótico opera sob um princípio de regulação moral compulsória, decorrente da estase energética crônica. O trabalho e a vida do caráter neurótico são marcados pela luta para suprimir impulsos ou tendências fundamentais, sendo que as diversas formas desse caráter correspondem às inúmeras maneiras de reprimir tais impulsos, que o indivíduo considera perigosos ou dos quais sente vergonha.

### Resolução terapêutica da armadura
Predefinição:Ver mais
Os dois objetivos da Vegetoterapia reichiana são a conquista da potência orgástica (para o intercâmbio sexual) e o "reflexo do orgasmo" durante a terapia. O reflexo do orgasmo pode ser observado como ondas de prazer que percorrem o corpo, manifestando-se em uma série de movimentos espontâneos e involuntários, e indica que o indivíduo está livre da armadura corporal, o que lhe confere a capacidade de dar e receber amor em todas as suas formas.

### Prevenção através da reforma social
A Invasão da Moral Sexual Obrigatória, escrito em 1931, foi o primeiro passo de Reich para abordar o problema das neuroses em massa na sociedade, seguido por A Psicologia de Massa do Fascismo e A Revolução Sexual. As principais questões sociológicas abordadas por Reich incluíam, em particular, as seguintes três:
1. Como prevenir a neurose por meio de uma criação e educação corretas;
2. Como prevenir atitudes sexonegativas na sociedade por meio da reforma sexual;
3. Como prevenir a repressão autoritária por meio de uma reforma social geral.

### Experimentos bioelétricos
Em 1934, Reich expandiu sua teoria do orgasmo no ensaio "Der Orgasmus als Elektro-physiologische Entladung" ("O Orgasmo como Descarga Eletrofisiológica"). Por meio de observações clínicas em seus centros de aconselhamento sexual, Reich concluiu que conceber o orgasmo apenas como tensão e relaxamento mecânicos não explicava por que alguns experimentavam gratificação e outros não. Assim, com base no trabalho de Friedrich Kraus e outros, Reich propôs que o orgasmo é uma descarga bioelétrica e faz parte do que ele denominou a fórmula do orgasmo:

tensão mecânica > carga bioelétrica > descarga bioelétrica > relaxamento mecânico.

Em 1934, Reich publicou o artigo "Der Urgegensatz des Vegetativen Lebens" ("Sexualidade e Ansiedade: A Antítese Básica da Vida Vegetativa"). Trata-se de um estudo bibliográfico no qual Reich explorou "a fisiologia do sistema nervoso autônomo, a química da ansiedade, a eletrofisiologia dos fluidos corporais e a hidromecânica dos movimentos plasmáticos em protozoários". Em conclusão, Reich propôs uma antítese psicossomática funcional entre os sistemas nervosos parassimpático e simpático, representados, respectivamente, pelo prazer ou movimento "em direção ao mundo" e pela ansiedade ou movimento "para longe do mundo". O corolário dessa proposta é a ideia de que a energia bioelétrica desempenha uma função antagônica: se ela flui para fora, em direção à superfície da pele, causando um acúmulo de carga, é experimentada como prazer; em contraste, se ela flui para dentro, afastando-se da superfície cutânea e resultando em uma diminuição da carga, é percebida como um aumento na tensão central ou ansiedade.
Finalmente, em 1937, Reich publicou Experimentelle Ergebnisse über die elektrische Funktion von Sexualitat und Angst (A Função Bioelétrica da Sexualidade e Ansiedade), no qual afirmou ter verificado experimentalmente a existência do que denominou inicialmente "economia libidinal". O relatório resumiu dois anos de pesquisa sobre a reação da pele a estados de prazer e ansiedade. Entre suas descobertas, constava que a pele normal possui uma carga elétrica básica constante de 40 milivolts, que não varia conforme o humor; que zonas erógenas apresentam um potencial flutuante, podendo atingir, em certos momentos, valores muito maiores (200 milivolts) ou menores, dependendo do estado emocional; que a variação de potencial não depende da natureza mecânica do estímulo, mas de alterações na sensação ou emoção do sujeito; e que as zonas erógenas podem apresentar tensão mecânica (ficar tumescente) sem alteração dos níveis de carga, como, por exemplo, no caso de uma "ereção fria".

### Energia orgone
Um equívoco comum acerca do acumulador de energia orgone desenvolvido posteriormente por Reich é que ele afirmava que esse dispositivo poderia proporcionar potência orgástica àqueles que dele se beneficiassem. Como Reich afirmou, "O acumulador de orgone, como foi claramente declarado nas publicações relevantes (The Cancer Biopathy, etc.), não pode proporcionar potência orgástica."

## Recepção

### Recepção Acadêmica e Psicanalítica
De acordo com Myron Sharaf, a visão de Reich de que a capacidade de unir sentimentos ternos e sensuais é importante para um relacionamento amoroso saudável não era um conceito novo. Freud já havia observado isso desde 1912. No entanto, Sharaf afirma que os aspectos físicos involuntários da descarga genital completa na obra de Reich eram inéditos. Ele chamou o conceito de potência orgástica e a maneira como Reich "conectou uma série de descobertas psicológicas, sociais e biológicas com a presença ou ausência dessa função" de única importância para Reich.
Quando Reich introduziu pela primeira vez a teoria do orgasmo no congresso psicanalítico em Salzburgo, foi parabenizado por Karl Abraham por formular com sucesso o elemento econômico da neurose. Contudo, a apresentação de Reich ocorreu justamente quando a psicanálise se afastava da teoria dos instintos original de Freud, baseada na energia psíquica. Em seu livro de 1926 Inhibitions, Symptoms, Anxiety, Freud abandonou completamente sua posição anterior e escreveu: "A ansiedade nunca surge da libido reprimida."
Freud recebeu a obra de forma ambivalente. Quando Reich lhe apresentou o manuscrito de Die Funktion des Orgasmus em maio de 1926, Freud respondeu: "Que grosso?" Mais tarde, naquele mesmo ano, ele escreveu a Reich que o livro era "valioso, rico em observação e pensamento", Porém, em maio de 1928, escreveu para Lou Andreas-Salomé: "Temos aqui um Dr. Reich, um jovem digno, porém impetuoso, apaixonadamente dedicado ao seu passatempo, que agora exalta no orgasmo genital o antídoto para toda neurose. Talvez ele possa aprender com sua análise de K. a sentir algum respeito pela complexa natureza do psiquismo."
Reich foi fortemente influenciado pela distinção de Freud entre psiconeuroses e neuroses reais, estas últimas consideradas de origem fisiológica, e a libido, entendida como a energia de um instinto sexual inconsciente. No entanto, Reich enfatizou a teoria da libido justamente quando esta estava sendo descartada pela psicanálise. Freud argumentara que a má adaptação sexual causava o acúmulo ativo de "coisas sexuais" e definiu a "neurose real" como a ansiedade decorrente da acumulação de libido. Contudo, Freud abandonou essa visão na década de 1920, postulando o jamais popularizado instinto de muerte para explicar o comportamento destrutivo anteriormente atribuído à libido frustrada. A abordagem de Reich sobre a relação entre neuroses reais e psiconeuroses não se incorporou ao pensamento psicanalítico, mas apresenta a vantagem de conectar a psicopatologia à fisiologia e, segundo Charles Rycroft, torna Reich o único psicanalista a oferecer uma explicação para o fato de que experiências patogênicas da infância (que causam neuroses na psicanálise clássica) não desaparecem quando os neuróticos deixam seu ambiente infantil.
Sharaf escreve que a teoria foi imediatamente impopular dentro da psicanálise. Paul Federn, assistente de Reich, e Hermann Nunberg foram particularmente contrários a ela. O psiquiatra alemão Arthur Kronfeld (1886–1941) publicou, em 1927, uma resenha positiva de Die Funktion des Orgasmus:
"In dieser äußerst wertvollen und lehrreichen Arbeit ist es dem Autor wirklich gelungen, die Freudsche Theorie von Sex und Neurosen zu erweitern und zu vertiefen. Er erweitert sie, indem er erstmals die Bedeutung des genitalen Orgasmus für die Entstehung und die gesamte Struktur der Neurosen klarstellt; er vertieft sie, indem er der Freud'schen Theorie der echten Neurosen eine exakte psychologische und physiologische Bedeutung verleiht. Ich zögere nicht, diese Arbeit Reichs als den wertvollsten Beitrag seit Freud's The Ego and the Id zu betrachten."

O freudiano mais notório a empregar clinicamente o conceito de potência orgástica foi Eduard E. Hitschmann (1871–1957), diretor da Policlínica Psicanalítica.
Duas reações adicionais à obra de Reich no meio psicanalítico foram: ignorá-la completamente ou usar o conceito como se fosse amplamente aceito, mas sem atribuir sua autoria a Reich. Dessa forma, o tema da potência orgástica sobreviveu, mas acabou se desvinculando dos conceitos originais de Reich. Por exemplo, Charles Berg (1892–1957), em seu Clinical Psychology - A Case Book of the Neuroses and their Treatment (1948), utilizou a teoria econômica do sexo e da ansiedade de Reich como se fosse sua, sem atribuição. Erik Erikson foi outro autor psicanalítico que adotou parcialmente o conceito de Reich sem reconhecimento. Em seu best-seller Childhood and Society, Erikson afirmou:
"Genitality, then, consists in the unobstructed capacity to develop an orgastic potency so free of pregenital interferences that the genital libido ... is expressed in heterosexual mutuality ... and with a convulsion-like discharge of tension from the whole body."

Otto Fenichel, no clássico The Psychoanalytic Theory of Neuroses, utilizou aspectos da teoria do orgasmo de Reich, mas disfarçou sua origem e ocultou os conflitos do meio psicanalítico que eram evidentes na obra de Reich. Uma importante entrada, baseada principalmente no trabalho de Fenichel, apareceu no Psychiatric Dictionary de 1953 e 1970, de L. Hinsie e R. Campbell:
"Impotence, orgastic: The incapacity for achieving the orgasm or acme of satisfaction in the sexual act. Many neurotics cannot achieve adequate discharge of their sexual energy through the sexual act ... According to Fenichel, an important concomitant of orgastic impotence is that these patients are incapable of love."

Desde setembro de  2012, não há artigos revisados por pares na base de dados PubMed que discutam o conceito de potência orgástica ou a teoria do orgasmo de Reich.

### Legado reichiano
Os dois colegas de Reich que mais desenvolveram sua teoria do orgasmo e o conceito de potência orgástica foram o psiquiatra dinamarquês Tage Philipson (1907–1961) e Alexander Lowen (1910–2008). Ambos enfatizaram a importância das relações humanas nas funções orgásticas.
Tage Philipson, em seu livro de 1952 Kaerlighedslivet: Natur Eller Unnatur, estudou a vida amorosa natural e não natural. Ele escreveu que "em pessoas saudáveis, sexualidade e amor estarão sempre associados. O sexo virá do coração e retornará ao coração... a pessoa completamente saudável deve ser aquela com sentimentos de amor absolutamente livres... Quando isso ocorre, outros sentimentos também poderão fluir por todo o organismo: ódio, tristeza, ansiedade, etc., e o orgasmo, como o ponto mais alto da sexualidade, também poderá afetar o organismo inteiro."
Alexander Lowen, em seu livro de 1966 Love and Orgasm, distingue entre alcançar o orgasmo no sentido kinseyano de desempenho sexual e entrar em um relacionamento amoroso como um ser humano completo, de maneira semelhante a Reich. Assim como Reich, Lowen considera esta última como a expressão da saúde, e não um meio para alcançá-la.
Theodore Peter Wolfe (Theodor Peter Wolfensberger) (1902–1954), pioneiro americano em medicina psicossomática e posteriormente colega de Reich, acreditava que a ansiedade era a causa tanto das neuroses quanto das distorções psicossomáticas. Ao ler Der Funktion des Orgasmus de Reich, encontrou nela o que chamou de chave para compreender a dinâmica dessa relação.
Em uma resenha das teorias sexuais de Reich, o psiquiatra e colega Elsworth Fredrick Baker (1903–1985) escreveu que, em particular, as teorias sexuais de Reich eram frequentemente mal interpretadas e incompreendidas. Enquanto Reich era retratado como defensor de "uma promiscuidade frenética e selvagem" para buscar um "orgasmo místico e extático" capaz de curar todas as neuroses e enfermidades físicas, Baker ressaltava que, na verdade, Reich constatara que a pessoa saudável necessita de menos atividade sexual, e que o orgasmo desempenha a função de manter a saúde apenas para o indivíduo saudável.

## Comparação de definições de orgasmo
Os conceitos do ápice sexual utilizados nos relatórios relatório Kinsey de 1948 e 1953, bem como na pesquisa de 1966 por Masters and Johnson, diferiam daquele empregado por Reich. Este relacionava diretamente a potência orgástica com o sistema de resposta total, a personalidade, a capacidade de contato e a saúde psicossomática integral do indivíduo. Em contraste, Kinsey e Masters and Johnson restringiam suas conclusões aos fenômenos comuns a todos os clímax sexuais. Por exemplo, Kinsey definiu o orgasmo masculino como "todos os casos de ejaculação" e o orgasmo feminino como "a liberação súbita e abrupta... da tensão sexual, [excluindo] a satisfação que pode resultar da experiência sexual." Em outras palavras, Kinsey concentra-se na fisiologia, anatomia e técnica envolvidas na indução da descarga de tensão. Assim, o uso do termo orgasmo por Kinsey abrange comportamentos que, na tipologia reichiana, variam da potência orgástica à impotência orgástica. Ademais, exemplos de distinções fisiológicas realizadas por Reich – mas não aprofundadas por Kinsey e Masters and Johnson – incluem a diferença entre respostas corporais locais e totais, e entre movimentos voluntários e involuntários.

### Orgasmo maduro
Ver também
Em 1905, Freud desenvolveu a distinção psicanalítica entre o orgasmo clitorial e o vaginal, sendo apenas este último associado à maturidade psicosexual. Essa distinção tem sido contestada, entre outros, por fundamentos fisiológicos. Por exemplo, Masters and Johnson afirmaram: "Seriam os orgasmos clitorial e vaginal verdadeiramente entidades separadas e anatômicas? Do ponto de vista biológico, a resposta a essa pergunta é um NÃO inequívoco." Entretanto, uma distinção qualitativa, clinicamente fundamentada, entre maturidade e imaturidade psicosexual só foi introduzida com o conceito de potência orgástica versus impotência orgástica de Reich (em vez de vaginal versus clitorial). Como Masters and Johnson se concentraram em fenômenos comuns a todos os clímax sexuais – que abrangem desde a potência orgástica até a impotência, conforme categorizado por Reich – a descoberta deles não tem relevância direta ou implicações para a distinção reichiana.

## Obras de Wilhelm Reich
Sexologia
- 1921: "O Coito e os Gêneros", Zeitschrift für Sexualwissenschaft 8. Republicado em inglês em 1975 como "Coition and the Sexes", Early Writings, Vol. 1, Nova Iorque: FSG: 73–85, ISBN 0374513473.
- 1922: "Conceitos de Impulso de Forel a Jung", Zeitschrift für Sexualwissenschaft 9. Republicado em inglês em 1975 como "Drive and Libido Concepts from Forel to Jung" em Early Writings, Vol. 1, Nova Iorque: FSG: 86–124, ISBN 0374513473.
- 1923: "Sobre a Energia dos Impulsos", Zeitschrift für Sexualwissenschaft 10. Republicado em inglês em 1975 como "Concerning the Energy of Drives" em Early Writings, Vol. 1, Nova Iorque: FSG: 143–157, ISBN 0374513473.

Psicanálise
Nos seguintes artigos, Reich discutiu as reações terapêuticas positivas e negativas dos pacientes às mudanças em sua genitalidade:
- 1922: "Sobre a especificidade das formas de masturbação", Internationale Zeitschrift für Psychoanalyse 8. Republicado em inglês em 1975 como "Concerning Specific Forms of Masturbation" em Early Writings, Vol. 1, Nova Iorque: FSG: 125–132, ISBN 0374513473.
- 1924: "Sobre a genitalidade do ponto de vista do prognóstico e da terapia psicanalítica", Internationale Zeitschrift für Psychoanalyse 10. Republicado em inglês em 1975 como "On Genitality: From the Standpoint of Psychoanalytic Prognosis and Therapy" em Early Writings, Vol. 1, Nova Iorque: FSG: 158–179, ISBN 0374513473.
- 1925: "Outras observações sobre a importância terapêutica da libido genital", Internationale Zeitschrift für Psychoanalyse 11. Republicado em inglês em 1975 como "Further Remarks on the Therapeutic Significance of Genital Libido" em Early Writings, Vol. 1, Nova Iorque: FSG: 199–221, ISBN 0374513473.
- 1926: "Sobre as fontes da ansiedade neurótica (Contribuição para a teoria da terapia psicanalítica)", Internationale Zeitschrift für Psychoanalyse 12, e International Journal for Psychoanalysis 7: 381–391.
- 1927: A Função do Orgasmo: Sobre a Psicopatologia e a Sociologia da Vida Sexual, Viena: Internationale Psychoanalytische Verlag.[67] Segunda edição revisada, republicada em inglês em 1980 como Genitalidade na Teoria e Terapia das Neuroses, Nova Iorque: FSG, ISBN 0374516413.

Biologia
Nos seguintes artigos, Reich explorou se a teoria do orgasmo estava enraizada na fisiologia:
- 1934: "O Orgasmo como Descarga Eletrofisiológica", Revista de Psicologia Política e Economia Sexual 1: 29–43, Copenhague. Republicado em inglês em 1982 como "The Orgasm as an Electrophysiological Discharge", The Bioelectrical Investigation of Sexuality and Anxiety, Nova Iorque: FSG: 3–20, ISBN 0374517282.
- 1934: "Der Urgegensatz des Vegetativen Lebens", Revista de Psicologia Política e Economia Sexual 1: 125–142, Copenhague. Republicado em inglês em 1982 como "Sexuality and Anxiety: The Basic Antithesis of Vegetative Life", The Bioelectrical Investigation of Sexuality and Anxiety, Nova Iorque: FSG: 21–70, ISBN 0374517282.
- 1937: Resultados Experimentais sobre a Função Elétrica da Sexualidade e Ansiedade, Relatos Clínicos e Experimentais 4, Copenhague: Sexpol Verlag. Republicado em inglês em 1982 como "The Bioelectrical Function of Sexuality and Anxiety", The Bioelectrical Investigation of Sexuality and Anxiety, Nova Iorque: FSG: 71–161, ISBN 0374517282.

Síntese
- 1942: A Descoberta do Orgone, Vol. 1: A Função do Orgasmo, Nova Iorque: Orgone Institute Press.